# Liste der Vorsitzenden des Rates für den Handel mit Dienstleistungen
Die Liste der Vorsitzenden des Rates für den Handel mit Dienstleistungen der Welthandelsorganisation führt alle Personen auf, die den Vorsitz des Rates für den Handel mit Dienstleistungen innehatten.
Der Punkt Datum bezeichnet das Treffen des Allgemeinen Rates, bei dem der Konsens über die Person, die das Amt ausüben soll, festgestellt wurde.

## Liste
| Jahr        | Amtsträger                                     | Nationalität           | Datum             |        |
| ----------- | ---------------------------------------------- | ---------------------- | ----------------- | ------ |
| 1995        | Christer Manhusen                              | Schweden               |                   | [ 1 ]  |
| 1996 – 1997 | Lilia R. Bautista                              | Philippinen            | 13. Dezember 1995 | [ 2 ]  |
| 1997 – 1998 | Joun Yung Sun                                  | Südkorea               | 7. Februar 1997   | [ 3 ]  |
| 1998 – 1999 | Nobutshi Akao                                  | Japan                  | 19. Februar 1998  | [ 4 ]  |
| 1999 – 2000 | Stuart Harbinson                               | Hongkong               | 16. Februar 1999  | [ 5 ]  |
| 2000 – 2001 | Sergio Marchi                                  | Kanada                 | 8. Februar 2000   | [ 6 ]  |
| 2001 – 2002 | Celso Amorim                                   | Brasilien              | 9. Februar 2001   | [ 7 ]  |
| 2002 – 2003 | Mary Whelan                                    | Irland                 | 15. Februar 2002  | [ 8 ]  |
| 2003 – 2004 | Ousmane Camara                                 | Senegal                | 10. Februar 2003  | [ 9 ]  |
| 2004 – 2005 | Peter Brno                                     | Slowakei               | 11. Februar 2004  | [ 10 ] |
| 2005 – 2006 | Claudia Uribe                                  | Kolumbien              | 15. Februar 2005  | [ 11 ] |
| 2006 – 2007 | Francois Roux                                  | Belgien                | 8. Februar 2006   | [ 12 ] |
| 2007 – 2008 | C. Trevor Clarke                               | Barbados               | 7. Februar 2007   | [ 13 ] |
| 2008 – 2009 | Alex van Meeuwen                               | Belgien                | 6. Februar 2008   | [ 14 ] |
| 2009 – 2010 | Yonov Frederick Agah                           | Nigeria                | 3. Februar 2009   | [ 15 ] |
| 2010 – 2011 | Elin Østebø Johansen                           | Norwegen               | 22. Februar 2010  | [ 16 ] |
| 2011 – 2012 | Botschafter Erwidodo                           | Indonesien             | 22. Februar 2011  | [ 17 ] |
| 2012 – 2013 | Joakim Reiter                                  | Schweden               | 24. Februar 2012  | [ 18 ] |
| 2013 – 2014 | Abdolazeez al-Otaibi                           | Saudi-Arabien          | 25. Februar 2013  | [ 19 ] |
| 2014 – 2015 | Choi Seokyoung                                 | Südkorea               | 14. März 2014     | [ 20 ] |
| 2015 – 2016 | Martin Eyjólfsson                              | Island                 | 20. Februar 2015  | [ 21 ] |
| 2016 – 2017 | Gustavo Miguel Vanerio Balbela                 | Uruguay                | 24. Februar 2016  | [ 22 ] |
| 2017 – 2018 | Julian Braithwaite                             | Vereinigtes Königreich | 7. April 2017     | [ 23 ] |
| 2018 – 2019 | Alfredo Suescum Alfaro                         | Panama                 | 7. März 2018      | [ 24 ] |
| 2019 – 2020 | Gert Muylle                                    | Belgien                | 28. Februar 2019  | [ 25 ] |
| 2020 – 2021 | Tan Hung Seng                                  | Singapur               | 3. März 2020      | [ 26 ] |
| 2021 – 2022 | Ángel Villalobos Rodríguez                     | Mexiko                 | 4. März 2021      | [ 27 ] |
| 2022 – 2023 | Kemvichet Long                                 | Kambodscha             | 24. Februar 2022  | [ 28 ] |
| 2023 – 2024 | Tsvetelina Georgieva Dimitrova                 | Bulgarien              | 7. März 2023      | [ 29 ] |
| 2024–2025   | zunächst vakant, später Syahril Syazli Ghazali | Malaysia               |                   |        |
| 2025–       | Ram Prasad Subedi                              | Nepal                  | 18. Februar 2025  | [ 32 ] |